# Evangelij po Judu Iškarijotu
Evangelij po Judu je apokrifni gnostični evangelij iz 2. stol. po Kr., besedilo, ki je nastalo v gnostični sekti kajnitov. Omenja ga Irenej Lyonski v svojem delu Zoper krivoverstva. Koptski prevod izvirno grškega besedila je bil najden okrog leta 1970 v Egiptu. Papirusni rokopis je bil ilegalno prenesen iz Egipta v ZDA in je nekaj desetletij ležal v sefih neke banke na Long Islandu in propadal, dokler ni bil leta 2006 restavriran. Odkritje je objavila revija National Geographic na dokaj senzacionalističen način. 
Osrednja figura je Juda Iškarijot, za katerega pa se ne more trditi, da je tudi avtor evangelija. Navezujoč se na kanonične evangelije, je Juda izdal Jezusa Kristusa judovskim oblastem, ki so ga križale. Evangelij po Judu Iškarijotu podaja ta dogodek pozitivno, kot ponižni odgovor na Jezusova navodila in ne kot na rezultat izdajstva. Pozitivna obravnava izhaja iz gnostičnega stališča, da je človek božanska iskrica omejena in ujeta v ječo telesa, in da je Juda samo sprožil dogodke, ki osvobodijo Kristusovega Duha fizične ovire.
Besedilo ne prinaša nobenih novih podatkov o zgodovinskih osebah in dogodkih, pač pa potrjuje, kar je bilo že znano o gnostičnih skupnostih in njihovi dualistični miselnosti. Njeno bistvo je v ločevanju materije in duha, pri čemer je materija skrajno negativna. Negativen je tudi bog stare zaveze (Jahve, Jabaldaoth, Sakas ali podobno). Odrešenje je v propadu in ukinitvi materije. Doketistična kristologija prikaže Kristusa kot božansko bitje, ki je le odeto v človeško telo. Zato je Juda, ki Jezusu omogoči, da se znebi telesa, lahko prikazan v pozitivni luči. To pa se obenem ujema z logiko kajnitov, ki so dosledno preobračali svetopisemske figure, tako da so na sicer negativne gledali pozitivno, saj so se upali upirati slabemu Bogu stare zaveze. Tako npr. občudujejo bratomorilca Kajna, prebivalce Sodome, kršilce desetih zapovedi in tudi Juda Iškarijota. Kot trdi Gregor Wurst, koptolog in teolog, prevajalec tega besedila, pa ta evangelij ne more imeti danes nobenega vpliva na krščansko vero. 

## Prevodi v slovenščino
- Rodolphe Kasser, Marvin Meyer, Gregor Wurst (uredili), Evangelij po Judi: Iz kodeksa Tchacos, Darila Rokus, Ljubljana 2006 (COBISS).
- Jan Ciglenečki, Gnostični evangeliji in reakcija cerkvenih očetov, Beletrina, Ljubljana 2014 (COBISS).
- Andrej Cizl, Evangelij po Judu Iškarijotu, Wikivir, 2020.